# Naranja y media
Naranja y media fue una exitosa telecomedia argentina producida a través de Grupo Telefe y transmitida en el año 1997 por Telefe. Protagonizada por Guillermo Francella, Verónica Vieyra y Millie Stegman. Coprotagonizada por Claudia Lapacó, Chany Mallo, Daniel Miglioranza y Silvestre. También, contó con las actuaciones especiales de Claribel Medina y el primer actor Juan Manuel Tenuta. Y la participación de Marcelo Mazzarello como actor invitado.

## Sinopsis
Juan Guerrero tiene problemas con su pareja por lo que se distancian. En ese tiempo él conoce a Lali y se enamora. Juan y su mujer se arreglan, pero no puede decidir entre ella y Lali. A partir de ahí varios personajes se suman a estos enredos: amigos y parientes de Juan, exparejas de sus amantes, estos personajes secundarios van tomando partido en la historia.

## Elenco

### Protagonistas
- Guillermo Francella como Juan Guerrero y Santiago Garibotti
- Millie Stegman como Natalia "Nati" Gilardoni
- Verónica Vieyra como Ángeles "Lali" Zabala
- Chany Mallo como María Pipeta viuda de Pupato
- Marcelo Mazzarello como Diogenes "Coco" Pupato
- Claribel Medina como Marisa Guerrero
- Juan Manuel Tenuta como Osvaldo Guerrero

### Personajes Secundarios
- Coraje Abalos como Gabriel Galán
- Horacio Erman como Marcelo Mariani
- Vicky Fariña como Vivi
- Claudia Lapacó como Mabel Zabala
- Javier Lombardo como Mariano Díaz
- Pepe Novoa como el comisario Gerardo Zabala
- José Luis Oliver como René
- Luana Pascual como Florencia Guerrero
- Carla Peterson como Valeria Mazzini
- Mariana Prommel como Berta Groisman
- Romina Ricci como Romina Marra
- Pamela Rodríguez como Dolores
- Lucas Roma como Lucas Marra
- Rodrigo de la Serna como Juan Sensato "Juanse" Gutiérrez
- Martín Seefeld como Sergio Pineda.

### Participaciones
- Sandra Ballesteros como Mónica
- Bernardo Baras
- Norman Briski como Manuel Gilardoni
- Julieta Cardinali como Andrea
- Luis Cordara como Luis Funes
- Martín Coria como Maranga
- Rita Cortese Fiscal
- María Figueras como Pilar
- Karen Figueroa como Tomás Guerrero
- Mónica Gazpio mamá de Juanse
- Delfor Medina como Don Genaro
- Daniel Miglioranza como Rubén
- Mabel Pesen como Testigo
- Sebastián Rulli como Sebastián
- Silvestre como Tito
- Graciela Tenenbaum como Rosa
- Manuel Vicente Médico / Juez
- Trinidad Alcorta
- Joaquín Bouzas

## Otras versiones
- En los años 2012-2013, se realiza un remake llamado Mi amor, mi amor que es una readaptación de esta telecomedia, coproducida por El Árbol y Endemol para Telefe. Protagonizada por Juan Gil Navarro, Jazmín Stuart y Brenda Gandini.

## Ficha técnica
- Maquillaje y peinado: Gabriela Bravo, Ulda Carrasco y Elsa de Abla
- Musicalización: Daniel Castronuovo, Carlos Gonzales, Roberto Ortega, Daniel Panaro, Luis Rojo, Federico Ruiz y Esteban Taborda
- Producción: Romina Bellini, Ignacio Berterreix, Ramiro Prieto Cané, Mariano Eidlin, Teresita Gilardoni, Maximiliano Gutiérrez, Rodolfo Ledo y Gustavo Marra